# John Hendley Barnhart
John Hendley Barnhart (4 d'octubre de 1871 – 11 de novembre de 1949) va ser un botànic estatunidenc especialitzat a fer biografies de botànics.

## Biografia
Barnhart nasqué a Brooklyn, Nova York. Assistí a la Universitat Wesleyan a Middletown, Connecticut i es doctorà en medicina.
El 1897 es traslladà a Jessamine, Florida.
El 1903 esdevingué ajudant d'editorial de la biblioteca del New York Botanical Garden (NYBG). El 1905 va aparèixer l'obra North American Flora, escrita per Nathaniel Lord Britton i Lucien Marcus Underwood, que ell revisà.

## Obra
- A New Utricularia from Long Island. 1907
- The Published Work of Lucien Marcus Underwood, in Bulletin of the Torrey Botanical Club 35 (1908): 17-38.
- Some American botanists of former days, 1909
- Some Fictitious Botanists, 1919
- "Sartwell, Henry Parker (1792-1867)" in American Medical Biographies, ed. Howard A. Kelly (1920)
- Biographical Notes Upon Botanists. Compiled by John Hendley Barnhart and maintained at the New York Botanical Garden Library, 1965
- Ferns of the Southeastern States. Descriptions of the fern-plants growing naturally in the state south of the Virginia-Kentucky state line and east of the Mississippi river (with John Kunkel Small, 1938)